# 查德·哈里斯-克兰
查德·哈里斯-克兰（英語：Chad Harris-Crane）是美国肥皂剧《激情》的虚构人物，该剧于1999至2007年在全国广播公司播出，2007至2008年又在播映。人物由电视剧主创人、首席编剧詹姆斯·赖利创作，节目播出期间先后由两位男演员饰演，分别是唐·斯瓦比（1999至2002年）与查尔斯·迪维斯（2002至2007年），这也是两人首次参演电视剧。斯瓦比离开剧组，希望能加入其他时段节目，迪维斯取而代之。
查德是克兰家族成员，是邪恶族长、剧中大反派阿利斯泰尔·克兰的私生子。查德出场时是洛杉矶音乐制作人，根据线索寻找血亲。他很快与惠特尼·罗素和西蒙妮·罗素姐妹陷入三角恋情，但与惠特尼发生关系后，剧情一度表明两人是同父异母的兄妹，后来才揭示他们只是继兄妹，没有血缘关系。查德后期的故事情节主要围绕他的性向认同展开，特别是他和小报记者文森特·克拉克森的性关系。惠特尼发现两人偷情后远离，查德又试图挽回，但两人尚未充分和解，查德就因保护最好的朋友伊森·温思罗普死在亲生父亲阿利斯泰尔手上。
评价界对查德反响不一，部分评论称赞他和惠特尼涉及乱伦剧情的煸情表现，但也有评论批评他和文森特的私情太没责任心，而且从种族和性向认同角度来看问题重重。查德的情节创下日间电视和肥皂剧历史，《激情》成为历史上第一部显示两名男子做爱的日间电视剧。另有评论指出，查德还令日间电视节目对有色人种角色的呈现更进一步。为演好人物，迪维斯研究LGBT文化，还与同性恋友人探讨剧情。媒体对查德的性取向看法不一。

## 发展

### 人物创作和演员选择
据全国广播公司日间节目高级副总裁喜来登·卡卢里亚（Sheraton Kalouria）透露，《激情》挑选演员时有意不考虑肤色差异，以此确保演员族群多元化，这样最能体现美国民族和种族的多样化。卡卢里亚认为，《激情》中的罗素一家是非裔美国人家族，洛佩兹-菲茨杰拉德（Lopez-Fitzgerald）一家是西班牙裔，这正是本剧能在众多肥皂剧中脱颖而出的根本原因。
《激情》播映期间共有两位男演员扮演查德：唐·斯瓦比（1999至2002年）与查尔斯·迪维斯（2002至2007年）。斯瓦比是头一回出演电视剧，2002年5月27日，他通过官方网站宣布决定退出剧组，希望能参演其他时段节目。迪维斯于2002年9月12日接演查德，这也是他首次演出经历，甚至是第一次参与试镜，此前他曾是全职时尚模特儿，在广告中亮相后决定投身演艺事业。迪维斯本是参与另一档肥皂剧试镜，但该剧制作人建议他参演《激情》。据本人透露，此次演出机会对他来说就像“表演奖学金”。

### 人物特征和演出反响
据《激情》的官方网站介绍，查德起初是“街头小子”，《湾区报导》（Bay Area Reporter）的戴维·亚历山大·纳赫莫德（David Alexander Nahmod）认为他属于“街坊中的硬汉”。斯瓦比觉得查德“才华横溢、雄心勃勃，充满冒险精神和激情”，强烈的防卫心理是“对好人与坏人刻板定型的反抗”。查德起初只是“西蒙妮和惠特尼喜欢上的男人”，但迪维斯的加入促使人物戏份扩张。（意为“肥皂剧.”）网站发文称，迪维斯令人物从“西岸音乐制作人变成雄心勃勃但又纠结不已的克兰家族继承人”。查德的剧情主要关注他与惠特尼和文森特·克拉克森的感情，剧情一度表明惠特尼是他同父异母的妹妹，文森特则是他侄子。退出节目后，斯瓦比对查德的情节发展感到失望。
查德和文森特发生性关系的情节颇具争议而且评价欠佳，但迪维斯认为性向认同矛盾和挣扎是人物情节至关重要的部分。节目拍摄期间，他曾表示有意进一步探讨查德对性向的抗拒，觉得人物难以接受自身性取向是《激情》的关键要素。迪维斯在接受采访时称，节目会明确表现“男人亲密关系”，他对拍摄这类镜头感到有些不自在，但觉得这是锻炼演技的好机会。他还希望能让人物尽可能显得“真实且脚踏实地”，注重表现查德是如何理解并接受自身性取向。
为演好角色，迪维斯与同性恋友人探讨剧情，了解他们对如何真诚表现人物的看法。奧花·雲費曾在《奥普拉·温弗里秀》讨论“与同性发生关系，但却坚信自己不是同性恋”的心理，对迪维斯理解查德很有帮助。迪维斯直到正式开演四天前拿到剧本时才知道人物性向发展，他对查德与男人的外遇表示惊讶，但考虑到《激情》是肥皂剧，剧情发展风格注定容易出现非常戏剧化的变化。部分剧迷希望查德和惠特尼在一起，所以对人物的外遇非常不满，但迪维斯认可电视剧在日间电视节目中纳入黑人同性恋的做法，让议题得到更多出现在电视及日常社会生活的机会，他也不担心出演这样的角色会有什么不良后果。部分演员不认可查德的人物特点和剧情，饰演伊芙·罗素的特蕾西·罗斯（Tracey Ross）就自认一直不喜欢涉及所谓乱伦的剧情，但出演文森特·克拉克森的菲利普·杰娜玛丽（Phillip Jeanmarie）表示，很高兴能成为打破禁忌的故事一员。

## 剧情发展
查德·哈里斯-克兰于1999年9月23日首度登场，他在得知自己是养子后从洛杉矶搬到虚构小镇“哈蒙尼”（Harmony，意为“和谐”）寻找亲生父母。查德本是洛杉矶的音乐制作人，已经与拉托亚·哈里斯（Latoya Harris）结婚，但她不愿离开朋友和家人陪丈夫前往哈蒙尼。查德在哈蒙尼找到奥维尔·帕金斯（Orville Perkins）和克里斯托·哈里斯（Crystal Harris），两人能为他寻找亲人提供线索。奥维尔年势已高，以为查德是伊芙·罗素与克兰实业首席执行官朱利安·克兰（Julian Crane）失散已久的儿子，自称有证据证明血缘。伊芙已有美满稳定的生活，一心只想掩盖过去，于是放火烧掉奥维尔的房子，里面即便有任何证据也已付之一炬，并将奥维尔送进养老院。克里斯托是伊芙与朱利安交往及后来怀孕期间的闺蜜，现在是爵士歌手，自称拥有查德出生及父母的信息，但还没来得及把信息告知查德就被法国贩毒集团刺客安托万（Antoine）杀害，但安托万其实杀错了人，误将克里斯托当成社交名媛谢里丹·克兰（Sheridan Crane）。
查德在此期间结识惠特尼·罗素（Whitney Russell），两人堕入情网，但惠特尼的妹妹西蒙妮也对他一见钟情。惠特尼和西蒙妮的父母都不同意女儿和他交往，伊芙觉得查德就像她少女时代遇到的朱利安，觉得他不利于女儿成长，所以不同意他们交往，但惠特尼还是私下与查德热恋，两人多次发生性关系，查德同时还假装与西蒙妮相恋，为他和惠特尼的关系掩护。三角恋情一直持续到西蒙妮发现男友和姐姐做爱，她马上公开宣布分手，并将他和姐姐的关系广而告之。2003年，惠特尼险被拉托亚谋杀，然后发现她是查德的妻子，情感关系因此破裂。
丽兹·桑伯恩（Liz Sanbourne）是伊芙父母领养的妹妹，但她非常憎恨伊芙，经过她的安排，伊芙昔日与朱利安的恋情在全镇范围曝光，导致众人都以为查德是伊芙和朱利安的儿子。查德和惠特尼的关系变成乱伦，开始成为《激情》的主线。惠特尼发现已怀上查德的孩子，她主动和福克斯·克兰交往，以此营造腹中孩子属于福克斯的假象，希望自己和孩子免受乱伦的耻辱。生下儿子后，她马上让福克斯安排将孩子送去领养机构。朱利安和伊芙，以及·罗素（T. C. Russell）和丽兹争相领养惠特尼的孩子，但最终是查德获得监护权，希望靠孩子与惠特尼重归于好，两人决定借爵士音乐家邁爾士·戴維斯的名字为孩子取名迈尔斯·戴维斯·哈里斯（Miles Davis Harris）。2005年《激情》暑期大汇演期间，惠特尼与查德在海啸期间发生性关系，承认他才是迈尔斯的生父。2006年《激情》暑期大汇演的剧情取名“仇杀”（Vendetta），主要讲述阿利斯泰尔·克兰（Alistair Crane）设法把惠特尼、查德在内的许多哈蒙尼居民引到罗马。查德在罗马期间从小报主编康奈尔（JT Cornell）手中拿到自己的出生证明，原来他是当年阿利斯泰尔强奸丽兹所生。查德和惠特尼随即成婚，决定一起把儿子养大，并为孩子更名迈尔斯·哈里斯-克兰。
查德此前已经开始与小报记者文森特·克拉克森（Vincent Clarkson）交往并多次发生性关系，两人在“仇杀”剧情开始前后发生关系，具体时间不明，惠特尼对此一无所知。与惠特尼举办婚礼后，查德继续保持与文森特的关系，根本不知道文森特正是伊芙与朱利安的儿子，所以既是他的弟弟，又是妻子的哥哥，还是他的叔父。查德也没发现文森特其实是有双重人格的雙性人，另一重人格还以瓦莱丽·戴维斯（Valerie Davis）之名在克兰实业工作，是副总裁特蕾莎·洛佩兹-菲茨杰拉德（Theresa Lopez-Fitzgerald）的行政助理。查德向好友帕洛玛·洛佩兹-菲茨杰拉德（Paloma Lopez-Fitzgerald）和诺亚·贝内特（Noah Bennett）承认外遇，同时反复坚称自己不是同性恋，与文森特之间完全只是性关系。惠特尼怀上第二个孩子后越来越怀疑查德有外遇，文森特对查德继续同惠特尼上床妒火中烧，于是设法让惠特尼看到他和查德在同志酒吧后面性交。惠特尼马上离开查德，后者从此也与文森特保持距离，直到两人帮助特蕾莎和伊森·温思罗普（Ethan Winthrop）重归于好时才开始和解。2007年8月28日，查德为保护伊森被亲生父亲阿利斯泰尔所杀，并在临死前宣告他对惠特尼及两个孩子的爱。

## 评价和影响
查德的多段恋情都可能牵涉乱伦，媒体为此得出耸人听闻的结论：哈蒙尼就是那些“半兄弟姐妹上床”的地方，《肥皂剧文摘》（Soap Opera Digest）甚至宣称2006年揭露惠特尼和查德没有血缘关系的情节“极其令人震惊”。（意为“肥皂剧迷”）网站断言，这些剧情是迪维斯展现演技的机遇，证明他比斯瓦比更出色。
媒体对查德的确切性取向看法不一。布伦特·哈丁格（Brent Hartinger）认为他是“尚未出柜的双性恋”，《湾区报导》称他是黑人男同性恋。网站刊文评选“最受欢迎男同性恋电视角色”，迪维斯诠释的查德便是其中选项。（意为“我们爱肥皂剧”）网站刊登罗杰·纽科姆（Roger Newcomb）的文章，质疑查德不是真正的同性恋，因为文森特是有双重人格的双性人，和查德发生关系的正是他化身女人的一面。喬爾·麥克哈爾在频道电视剧《汤》（The Soup）中恶搞查德坚称他不是同性恋、只是和文森特性交的片段，将人物称作“不是同性恋的查德”。迪维斯在《汤》第五季第一集客串出镜，在剧中向麥克哈爾坚称他不是查德，既没死也不是同性恋。
《激情》是历史上第一部显示两名男子做爱的日间电视剧，但查德和文森特配对引来的媒体关注不及《地球照转》（As the World Turns）和《只此一生》（One Life to Live）的同性恋情。凯尔·布坎南（Kyle Buchanan）在掴客网发文，称剧中错综复杂的乱伦恋令人费解到要发疯，觉得即便在电视史上也是非常疯狂的剧情。对乱伦剧情青眼有加，认为肥皂剧的世界往往风平浪静、缺乏惊喜，但《激情》勇于打破常规，以独特的视角和热情引发争议。网站称赞剧情确保日间电视节目有更多有色人种角色出场的机会，边缘媒体网的罗斯·冯·梅兹（Ross von Metze）称，《激情》是在冒险尝试其他电视节目都以失败告终的路子。
观众对查德和文森特露骨的性爱镜头看法不一。部分观众认为这些镜头“骇人听闻”，不适合日间电视节目，其中一名观众不无讽刺地表示，《激情》“一如既往地向当今世界的人们传授日常生活经验”。发文支持节目中的同性性爱镜头，称过去那些男女间性行为的镜头就从未招来指摘。
部分评论批评查德和文森特的恋情，《风城时报》（Windy City Times）就觉得这段情节过于鲁莽甚至“令人发指”。《板岩》（Slate）杂志的塔内西·科茨（Ta-Nehisi Coates）称，观看《激情》的黑人观众也不喜欢这段剧情。迈克·佩里加德（Mike Perigard）在《波士顿先驱报》（Boston Herald）发文，严厉谴责剧中女同性恋友蕾·托马斯（Rae Thomas）在查德和文森特的私情暴露后被杀，他认为此举完全是因为节目只敢保持少数角色是同性恋，“超额”的就要死。